# مجموعه خیرآباد
مجموعه خیرآباد مربوط به دوره قاجار است و شهرستان یزد در خیرآباد، یکی از محلات اهرستان، بلوار جوکار واقع شده و این اثر در تاریخ ۲۷ دی ۱۳۷۷ با شمارهٔ ثبت ۲۲۴۷ به‌عنوان یکی از آثار ملی ایران به ثبت رسیده است.